# داوی رودریگز دی جسوس
داوی رودریگز دی جسوس (به پرتغالی: Davi Rodrigues de Jesus) هافبک اهل برزیل است که در شهر Gravataí، ریو گرانده جنوبی و در تاریخ ۶ آوریل ۱۹۸۴ به دنیا آمده‌است.
داوی رودریگز دی جسوس در تیم‌های فوتبال Paulista سابقهٔ حضور دارد.